# Solen gaudichaudi
Solen gaudichaudi is een tweekleppigensoort uit de familie van de Solenidae. De wetenschappelijke naam van de soort is voor het eerst geldig gepubliceerd in 1843 door Chenu.